# NYT first said
@NYT_first_said es una cuenta bot en Twitter y Mastodon que rastrea cada vez que The New York Times, un periódico estadounidense, utiliza una palabra que no ha publicado anteriormente. Se inspiró en un bot de Twitter anterior de Allison Parrish que también tuiteaba palabras sueltas en inglés a la vez. @NYT_first_said escanea cada hora en busca de nuevas palabras (en minúsculas y sin hashtag) publicadas por el Times, operando en una versión modificada de NewsDiffs. Sus publicaciones más populares tienden a estar relacionadas con eventos actuales o jerga, y muchas publicaciones nuevas provienen de las secciones de Comida y Estilo del Times. Los comentaristas de @NYT_first_said sostuvieron que reflejaba el efecto que el Times y el idioma inglés en su conjunto tienen entre sí.

## Historia y estructura
@NYT_first_said fue creado en 2017 por Max Bittker, artista e ingeniero. Se inspiró en @everyword, un bot de Allison Parrish que realizó 109 157 tuits de palabras en inglés. @NYT_first_said de manera similar tuitea palabras sueltas a la vez, escaneando cada hora lo que The New Yorker evaluó en 2023 como 240 000 palabras cada día laborable y 140 000 cada día de fin de semana para encontrar palabras recién publicadas que marcan la primera aparición de esa palabra en los archivos digitales del Times, que retroceder hasta 1851. El bot opera en una versión modificada de NewsDiffs, un proyecto obsoleto adaptado por Bittker para satisfacer las necesidades del proyecto. Para excluir nombres, tendencias de Internet y otras fuentes importantes de neologismos, el robot solo tuitea palabras en minúsculas que no contienen etiquetas hash u otros símbolos relacionados con Internet. Bittker opera un segundo bot, @NYT_said_where, que responde a las publicaciones de NYT_first_said con un enlace al artículo donde aparece la palabra.
Bittker asistió a una entrevista en @NYT_first_said con el Times en 2019, donde expresó la esperanza de que el bot en algún momento pudiera tuitear su propio nombre. El robot continuaría haciéndolo cuando el Times publicara el artículo.
Para finales de 2023, el bot no había publicado en Twitter desde julio de ese año. Su biografía de Twitter enlaza con un perfil activo en Mastodon, en la instancia botsin.space.

## Análisis y recepción
Las publicaciones más populares de los bots se producen cuando el Times utiliza palabras de jerga más animadas, como «shakeeth»,  «deadass», y «gaytriarchy»;  palabras relacionadas con tendencias sociales, como acrónimos de «influencer»;  y palabras relacionadas con acontecimientos políticos actuales, como «shithole».  A julio de 2019 , «shithole», que surgió de los comentarios hechos por el entonces presidente Donald Trump, fue la publicación que más me gustó de @NYT_first_said, seguida de «deadass»; el tuit anterior hizo que la cuenta pasara de tener 300 seguidores a 30 000. El tuit del bot de «gobshite» en junio de 2020, impreso en el Times como un extracto de Love de Roddy Doyle, generó una reacción significativa en el Twitter irlandés y se convirtió en el tuit del bot con más me gusta de ese mes. Bittker especuló que estas palabras «traviesas» eran más populares porque contrastaban con la reputación del Times, siendo esa reputación la razón por la que Bittker eligió ese periódico en primer lugar. Si bien los eventos políticos y actuales constituyen algunas de las publicaciones más populares del bot, las secciones de Comida y Estilo representan la mayoría de las publicaciones nuevas del bot.
Alexandra Symonds del Times y Max Norman de The New Yorker señalan que una palabra que se utiliza en el Times, especialmente en lo que respecta al género y la sexualidad, puede marcar un hito en una idea que está siendo notada por la corriente principal. Norman explica que @NYT_first_said sirve como una especie de registro, una marca importante del tira y afloja del Times en el idioma inglés y viceversa. Si bien Norman criticó ligeramente al robot por destilar la suma del trabajo de The New York Times en un feed que un bot de Twitter puede publicar de manera ligeramente poco seria, también escribió que el robot sirve como un recordatorio de la alegría que se puede encontrar en explorar el lenguaje de nuevo.